# Dolina zawieszona
Dolina zawieszona (dolina wisząca, dolina podwieszona) – rodzaj doliny bocznej oddzielonej od doliny głównej stromym progiem. Dno doliny bocznej przy ujściu znajduje się powyżej dna doliny głównej. Powstaje wtedy, gdy proces pogłębiania dna doliny, powodowany np. przez rzekę lub częściej lodowiec górski, przebiega bardziej intensywnie lub dłużej w dolinie głównej niż w bocznej. Efekty erozji lodowca na dno doliny zależą od jego masy, czyli grubości, dlatego są znacznie większe w dolinie głównej niż mniejszych dolinach bocznych. Dolina zawieszona może być efektem poszerzenia doliny w czasie przekształcania jej z doliny wciosowej w dolinę U-kształtną w wyniku działalności lodowca (egzaracja).
W Polsce doliny zawieszone występują w Tatrach, np. Buczynowa Dolinka.
Doliną zawieszoną jest też nazywana dolina nadbrzeżna, której dno przy ujściu leży wyżej niż brzeg zbiornika wodnego. Powstaje wtedy, gdy tempo obniżania się poziomu wody w zbiorniku jest szybsze niż procesy pogłębiania doliny.